# 徳大寺公純
徳大寺 公純（とくだいじ きんいと、旧字体：德大寺 公󠄁純）は、幕末期の公卿（権大納言後に内大臣・右大臣）。従一位。幼名は祐君。

## 来歴
系図上では鷹司政通の三男とされたが、実際には鷹司輔煕が政所上臈交野（唐橋在熙の娘）との間にもうけた庶長子（密子）である。祖父子として秘匿された上で、徳大寺実堅の養嗣子となり家督を継ぐ。1850年、権大納言となる。1857年に議奏となった。
1858年、通商条約勅許問題が起こると、条約勅許に反対したため、井伊直弼による安政の大獄で「悪謀企策の者」として逮捕され、謹慎50日間を命じられた。しかし1ヶ月間で罪を許されている。
その後は公武合体運動を推進して二条斉敬らと共に活躍したが、和宮の徳川家茂降嫁に関しては反対の立場を取ったため、幕府から圧力を受けて失脚している。その後、復帰して執政となった。こうした政治的変動の中で公純も命を狙われており、1863年には家臣・滋賀右馬允が公武合体に反対する浪士達に殺害されている。
明治以後も攘夷派公家としての矜持を保ち、京都に留まった。たとえ身内の者であっても洋装の客に対しては決して会おうとはしなかった。ただし、それはあくまでも自分自身の信念の問題であると考えていたらしく、息子・西園寺公望のフランス留学実現に陰で奔走したのは公純であったと言われている。
1883年、63歳で薨去した。墓所は京都市金戒光明寺。

## 家族・親族
子には徳大寺実則（宮内大臣）、西園寺公望（第12・14代内閣総理大臣）、末弘威麿（財団法人立命館理事）、住友友純（15代住友吉左衛門）、中院通規、福子（加藤泰秋室）、永（相良頼基室）、中子（相良頼紹室）、照子（阿部正功室）らがいる。なお、公純は生前には正式な婚姻を行わなかったために、これらの子供達はいずれも庶子扱いとされている。

## 系譜
東山天皇の男系六世子孫である。東山天皇の孫（閑院宮直仁親王の子）で鷹司家を継いだ鷹司輔平の男系後裔。

詳細は皇別摂家#系図も参照のこと。